# Hemithyrsocera piceicollis
Hemithyrsocera piceicollis es una especie de cucaracha del género Hemithyrsocera, familia Ectobiidae.

## Distribución
Esta especie se encuentra en la isla de Borneo.